# Wiener Abkommen über das iranische Atomprogramm
Das Wiener Abkommen über das iranische Atomprogramm (auf Englisch: Joint Comprehensive Plan of Action oder JCPOA, auf Persisch: برنامه جامع اقدام مشترک) ist ein Abkommen, das am 14. Juli 2015 in Wien, Österreich, von den folgenden acht Parteien unterzeichnet wurde: dem Iran, den Staaten des P5+1 (den fünf ständigen Mitgliedern des Sicherheitsrat der Vereinten Nationen – den Vereinigten Staaten, Russland, China, Frankreich und dem Vereinigten Königreich – sowie Deutschland) und der Europäischen Union. Dieses Rahmenabkommen hat zum Ziel, das Iranische Atomprogramm zu kontrollieren und die schrittweise Aufhebung der wirtschaftlichen Sanktionen gegen das Land zu ermöglichen.
Formelle Verhandlungen begannen mit der Annahme des Gemeinsamen Aktionsplans, eines vorläufigen Abkommens, das im November 2013 zwischen dem Iran und den P5+1-Staaten unterzeichnet wurde. Der Iran und die P5+1-Staaten führten in den folgenden 20 Monaten Verhandlungen und einigten sich im April 2015 auf ein Rahmenabkommen zum iranischen Atomprogramm, das später zum JCPOA führte, zusammen mit einer Fahrplanvereinbarung zwischen dem Iran und der Internationalen Atomenergie-Organisation (IAEO).
Das Abkommen trat am 20. Januar 2016 in Kraft. Es wurde in den Vereinigten Staaten, Israel, Saudi-Arabien und von iranischen Prinzipalisten kritisiert und abgelehnt.
Die Vereinigten Staaten zogen sich 2018 aus dem Abkommen zurück und verhängten im Rahmen der Politik des „maximalen Drucks“ Sanktionen. Diese galten für alle Länder und Unternehmen, die mit dem Iran Geschäfte machten, und schnitten ihn vom internationalen Finanzsystem ab, wodurch die wirtschaftlichen Bestimmungen des Atomabkommens hinfällig wurden.

## Zeitstrahl
Das Abkommen enthielt eine Reihe von Bestimmungen, die Maßnahmen beschrieben, die der Iran über festgelegte Zeiträume hinweg umsetzen sollte.
Für 13 Jahre erklärte sich der Iran bereit, seinen Bestand an mittelstark angereichertem Uran zu beseitigen, seinen Vorrat an schwach angereichertem Uran um 98 % zu reduzieren und die Zahl seiner Gaszentrifugen um etwa zwei Drittel zu verringern.
Für 15 Jahre verpflichtete sich der Iran, Uran nur bis zu einem Reinheitsgrad von 3,67 % anzureichern und keine Schwerwasseranlagen zu errichten. Für 10 Jahre sollte die Urananreicherung auf eine einzige Anlage mit Zentrifugen der ersten Generation beschränkt werden. Andere Anlagen sollten umgewandelt werden, um Risiken der Proliferation zu vermeiden. Die IAEO sollte regelmäßigen Zugang zu allen iranischen Nuklearanlagen erhalten, um die Einhaltung zu überwachen.
Im Gegenzug für die nachweisbare Einhaltung dieser Bestimmungen sollte der Iran eine Aufhebung der nuklearbezogenen Sanktionen der USA, der Europäischen Union und des UN-Sicherheitsrats erhalten.
Das JCPOA war Bestandteil der Resolution 2231 des Sicherheitsrats der Vereinten Nationen. Der Sicherheitsrat beschloss es am 20. Juli 2015 und nahm es am 18. Oktober an.
Es trat am 16. Januar 2016 (Annahmetag) in Kraft. Das JCPOA sollte acht Jahre lang in Kraft bleiben oder bis der Sicherheitsrat einen IAEO-Bericht erhielt, in dem bestätigt wurde, dass alle Nuklearmaterialien im Iran ausschließlich friedlich verwendet wurden (sogenannter umfassender Schlussfolgerungsbericht), und zehn Jahre nach dem Annahmetag enden.
Am 12. Oktober 2017 kündigte der Präsident der Vereinigten Staaten Donald Trump an, dass die USA die im US-amerikanischen Recht vorgesehene Zertifizierung nicht vornehmen würden, ohne das Abkommen jedoch formell zu kündigen.
Im Jahr 2018 verbrachten IAEO-Inspektoren insgesamt 3000 Kalendertage im Iran, installierten Siegel und sammelten Fotos von Überwachungskameras, Messdaten und Dokumente zur weiteren Analyse. Im März 2018 erklärte der IAEO-Generaldirektor Yukiya Amano, dass die Organisation überprüft habe, dass der Iran seine nuklearbezogenen Verpflichtungen einhalte. Am 30. April erklärten die USA und Israel, dass der Iran ein früheres geheimes Nuklearwaffenprogramm nicht wie vorgeschrieben der IAEO offengelegt habe.
Am 8. Mai 2018 kündigte Trump den Austritt der USA aus dem JCPOA an. Am 7. August 2018 setzte die EU ein Blocking-Statut in Kraft, um US-Sanktionen gegen Länder, die mit dem Iran Handel treiben, entgegenzuwirken. Im November 2018 traten die US-Sanktionen wieder in Kraft, mit dem Ziel, den Iran zu einer Änderung seiner Politik zu zwingen, einschließlich seiner Unterstützung für militante Gruppen in der Region und seiner Entwicklung von ballistischen Raketen.
Im Mai 2019 bestätigte die IAEO, dass der Iran die wichtigsten Bestimmungen einhielt, obwohl Fragen aufkamen, wie viele fortschrittliche Zentrifugen dem Iran erlaubt waren, da dies im Abkommen nur vage geregelt war.
Am 1. Juli 2019 gab der Iran bekannt, dass er die im Abkommen festgelegte Grenze für seinen Vorrat an niedrig angereichertem Uran überschritten habe, was von der IAEO bestätigt wurde.
Am 5. Januar 2020 erklärte der Iran, dass er sich nicht länger an die Beschränkungen des Abkommens halten werde, jedoch weiterhin mit der IAEO zusammenarbeiten wolle.

## Hintergrund
Eine auf Kernspaltung basierende Kernwaffe verwendet spaltbares Material, um eine nukleare Kettenreaktion auszulösen. Die am häufigsten verwendeten Materialien sind Uran-235 (235U) und Plutonium-239 (239Pu). Auch Uran-233 (233U) und reaktorfähiges Plutonium kommen laut den Aussagen von Experten in Frage. Die benötigte Menge an Uran oder Plutonium hängt von der Komplexität des Designs ab: Ein einfaches Design erfordert etwa 15 kg Uran oder 6 kg Plutonium, während ein ausgefeiltes Design mit nur 9 kg Uran oder 2 kg Plutonium auskommt. Plutonium kommt in der Natur so gut wie nicht vor, und natürliches Uran besteht zu etwa 99,3 % aus Uran-238 (238U) und nur zu 0,7 % aus 235U.
Um das Material für eine Kernwaffe herzustellen, muss entweder Uran angereichert oder Plutonium produziert werden. Urananreicherung ist für die kommerzielle Nutzung der Kernenergie erforderlich, allerdings nicht in der gleichen Isotopenkonzentration. Aus diesem Grund ordnet man die Urananreicherung als  Dual-Use-Technologie ein, die sowohl für zivile als auch für militärische Zwecke verwendet werden kann. Wichtige Strategien zur Verhinderung der Proliferation sind die Begrenzung der Anzahl betriebsfähiger Urananreicherungsanlagen sowie die Kontrolle des Exports von bestimmter Nukleartechnologie und spaltbarem Material.

### Iranische Nuklearaktivitäten, 1970–2006
Die iranische Entwicklung von Nukleartechnologie begann in den 1970er Jahren, als das US-amerikanische Programm Atoms for Peace Unterstützung leistete. Iran ratifizierte 1970 den Vertrag über die Nichtverbreitung von Kernwaffen (NVV).
Nach der Iranischen Revolution von 1979 geriet das iranische Nuklearprogramm ins Stocken, da „ein Großteil von Irans nuklearem Fachpersonal nach der Revolution das Land verließ“. Der neue Führer, Ayatollah Ruhollah Khomeini, lehnte Nukleartechnologie zunächst ab.
Ende der 1980er Jahre nahm Iran sein Nuklearprogramm wieder auf, mit Unterstützung von China (das 1990 ein Abkommen mit dem Iran schloss), Pakistan (1992) und Russland (1992 und 1995) sowie vom A.Q.-Khan-Netzwerk. Iran begann, nukleare Fähigkeiten zu entwickeln, darunter Uranabbau und Experimente mit Urananreicherung.
Im August 2002 enthüllte die in Paris ansässige iranische Oppositionsgruppe Nationaler Widerstandsrat Iran öffentlich die Existenz zweier nicht deklarierter Nuklearanlagen: der Schwerwasserproduktionsanlage in Arak und der Urananreicherungsanlage in Natanz. Im Februar 2003 bestätigte der iranische Präsident Mohammad Khatami die Existenz der Anlagen und räumte ein, dass Iran „kleinmaßstäbliche Anreicherungsexperimente“ durchgeführt habe, um schwach angereichertes Uran für Kraftwerke zu produzieren. IAEA-Inspektoren besuchten Natanz. Im Mai 2003 erlaubte Iran den IAEA-Inspektoren den Besuch der Kalaye Electric Company, jedoch ohne Probenahme.
Im Juni 2003 kam ein IAEA-Bericht zu dem Schluss, dass Iran seinen Verpflichtungen gemäß dem Sicherungsabkommen nicht nachgekommen sei. Angesichts einer möglichen Überweisung an den UN-Sicherheitsrat nahm Iran Verhandlungen mit Frankreich, Deutschland und dem Vereinigten Königreich (der E.U. 3) auf. Die USA nahmen nicht teil. Im Oktober 2003 einigten sich Iran und die E.U. 3 auf die Teheran-Erklärung. Iran stimmte einer vollständigen Zusammenarbeit mit der IAEA zu, unterzeichnete das Zusatzprotokoll und erklärte sich bereit, die Urananreicherung vorübergehend auszusetzen. Im September und Oktober 2003 inspizierte die IAEA mehrere Anlagen. Es folgte das Pariser Abkommen im November 2004, in dem sich Iran verpflichtete, die Anreicherung und Konversionsaktivitäten, einschließlich solcher im Zusammenhang mit Zentrifugen, vorübergehend auszusetzen, und erklärte sich bereit, mit der EU-3 an einer diplomatischen Lösung zu arbeiten.
Im August 2005 beschuldigte der iranische Präsident Mahmud Ahmadineschad die iranischen Unterhändler des Verrats. In den folgenden zwei Monaten zerbrach das E.U. 3-Abkommen, da die Gespräche über das Langzeitabkommen scheiterten; die iranische Regierung empfand den Vorschlag als fordernd, bot wenig Anreize, berücksichtigte Irans eigene Vorschläge nicht und verletzte das Pariser Abkommen. Iran teilte der IAEA mit, dass es die Anreicherung in Esfahan wieder aufnehmen werde.
Im Februar 2006 beendete Iran die Umsetzung des Zusatzprotokolls und nahm die Anreicherung in Natanz wieder auf, woraufhin die IAEA Iran an den Sicherheitsrat verwies. Im April 2006 äußerte Ahmadineschad, Iran habe Nukleartechnologie zur Energiegewinnung erforscht, nicht für Waffen. Im Juni 2006 schlossen sich die E.U. 3 mit China, Russland und den USA zur P5+1 zusammen. Im Juli verabschiedete der Sicherheitsrat seine erste Resolution Nr. 1696, in der Iran aufgefordert wurde, die Urananreicherung und -verarbeitung einzustellen. Im Dezember folgte die Resolution 1737 sowie weitere. Die rechtliche Grundlage für die Überweisung durch die IAEA und die Resolutionen des Sicherheitsrats ergab sich aus dem IAEA-Statut und der Charta der Vereinten Nationen. Die Resolutionen forderten den Stopp der Anreicherungsaktivitäten und verhängten Sanktionen, darunter Verbote für den Transfer von Nuklear- und Raketentechnologie sowie das Einfrieren von Vermögenswerten bestimmter iranischer Personen und Organisationen.
Im Juli 2006 eröffnete Iran die Schwerwasserproduktionsanlage in Arak, was zu einer weiteren Resolution des Sicherheitsrats führte.

### Resolutionen des Sicherheitsrats, 2007–2013
Vier weitere Resolutionen des Sicherheitsrats folgten: 1747 (März 2007), 1803 (März 2008), 1835 (September 2008) und 1929 (Juni 2010). In der Resolution 1803 und anderen erkannte der Sicherheitsrat Irans Rechte gemäß Artikel IV des NVV an, der das „unveräußerliche Recht ... auf die Entwicklung, Produktion und Nutzung von Kernenergie zu friedlichen Zwecken“ garantiert.
Im Jahr 2007 sagte der IAEA-Generaldirektor Mohamed ElBaradei, dass ein militärisches Vorgehen gegen den Iran „katastrophal, kontraproduktiv“ wäre, und rief zu Verhandlungen auf. ElBaradei schlug konkret ein „doppeltes, gleichzeitiges Einfrieren, eine Atempause“ als vertrauensbildende Maßnahme vor, bei der Sanktionen und Anreicherung ausgesetzt würden.
Eine US-amerikanische National Intelligence Estimate vom November 2007 kam zu dem Schluss, dass der Iran sein Atomwaffenprogramm 2003 eingestellt hatte; diese Einschätzung und die Erklärungen der US-Geheimdienste gingen davon aus, dass der Iran sich die Option zur Entwicklung von Atomwaffen offenhielt.
Im September 2009 enthüllte der US-Präsident Barack Obama die Existenz einer unterirdischen Anreicherungsanlage in Fordow, nahe Qom. Israel drohte mit militärischem Vorgehen.